# Phyllozetes latifolius
Phyllozetes latifolius är en kvalsterart som beskrevs av Gordeeva 1980. Phyllozetes latifolius ingår i släktet Phyllozetes och familjen Cosmochthoniidae. Inga underarter finns listade i Catalogue of Life.